# Iván Rodríguez Rabell
Iván Rodríguez Rabell, noto come Ivo (Barcellona, 15 aprile 1978), è un ex calciatore spagnolo, di ruolo difensore.

## Carriera
Cresciuto nel settore giovanile del Damm, passa prima al Barcellona, poi all'Atlético Madrid. Coi colchoneros esordisce in Liga il 2 giugno del 1997 in occasione dell'incontro di campionato col Real Saragozza, vinto 3-2.